# Вюлькніц
Вюлькніц (нім. Wülknitz) — громада у Німеччині, у землі Саксонія. Підпорядковується земельній дирекції Дрезден. Входить до складу району Майсен. Складова частина об'єднання громад Редерауе-Вюлькніц.
Площа — 27,77 км2. Населення становить 1656 ос. (станом на 31 грудня 2020).
Офіційний код — 14 6 27 340.

## Адміністративний поділ
Комуна поділяється на 6 сільських округів.